# Geodena sphingifascies
Geodena sphingifascies är en fjärilsart som beskrevs av George Francis Hampson 1910. Geodena sphingifascies ingår i släktet Geodena och familjen mätare. Inga underarter finns listade i Catalogue of Life.